# Mas Air
Aerotransportes Mas de Carga, S.A. de C.V. o mas (anteriormente conocida como MasAir), es una aerolínea de carga mexicana con sede en la Ciudad de México, México, anteriormente propiedad de LATAM Airlines Group después de su separación el 1 de diciembre de 2018. Opera servicios regulares de carga en México y en los Estados Unidos. Su base principal está en el Aeropuerto Internacional Felipe Ángeles con centros de distribución en el Aeropuerto Internacional de Los Ángeles y en el Aeropuerto Internacional de Miami.

## Historia
La aerolínea fue fundada en 1992 y comenzó operaciones en abril de 1992. En diciembre del 2000, la entonces LAN Airlines compró 25% del capital accionario, que ha aumentado. En su momento fue propiedad de LATAM Airlines Group (39.5%) y Promotora Aérea Latinoamericana y contaba con 182 empleados.
En la actualidad, y esto a partir del 1 de diciembre de 2018, Aerotransportes Mas de Carga SA de CV (mas), se separa de Grupo Latam para ser 100% privado.
En abril de 2021, mas anunció el arrendamiento de dos aviones Airbus A330-200P2F (pasajero a carguero) a través de la compañía Altavair durante el primer trimestre de 2022.
Así mismo, la compañía informó la inversión de más de $5 millones de dólares en la contratación y capacitación de tripulación y personal técnico para operar la aeronave. En mayo de 2021, anunció el arrendamiento de dos aviones Airbus A330-300P2F más.

## Destinos
Mas Air opera los siguientes destinos programados:

## Flota

### Flota actual
A junio de 2025, la flota contaba con una edad de 13.3 años:

### Flota Histórica

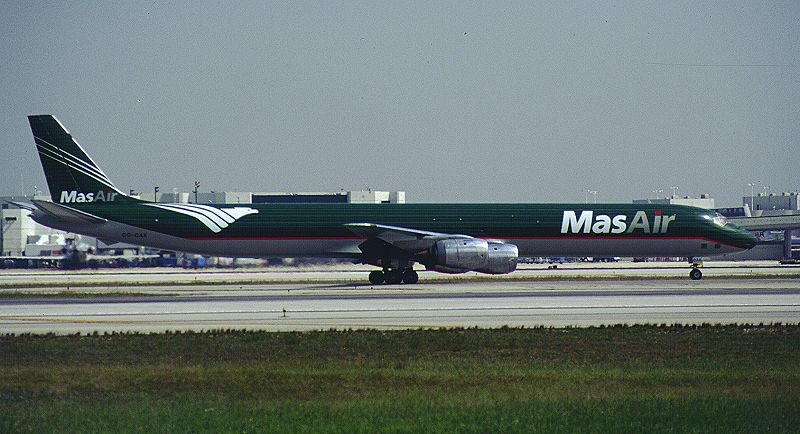
Un antiguo Douglas DC-8-70F en el Aeropuerto Internacional de Miami en 1998.

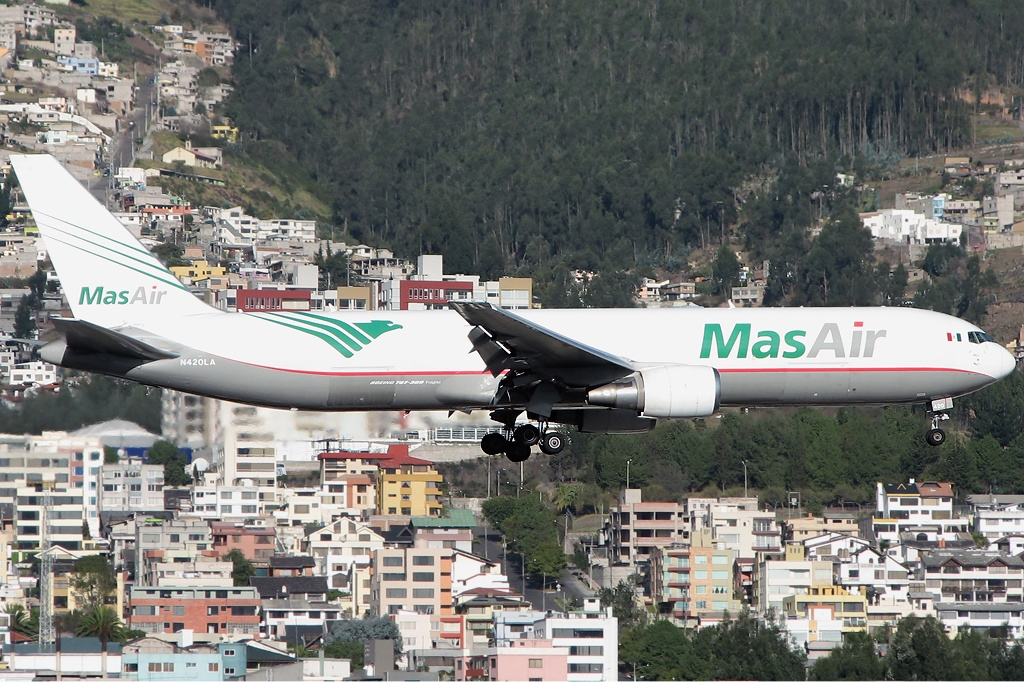
Boeing 767-316F/ER (N420LA) de MasAir en el Aeropuerto Internacional Mariscal Sucre.

## Reconocimientos
- Premio IATA-CASS en venta a la exportación: 1.er.lugar consecutivo (2000 al 2004, 1997 y 1996) y, 2.º lugar consecutivo (1998-1999).

- Premio AMACARGA en "calidad en el servicio": 2.º lugar en 1997 y 3.er.lugar en 1998.

- Premio Aerologístico 2000 otorgado por la Subsecretaría de Transporte y la Dirección General de Aeronáutica Civil.

## Certificaciones de Calidad
Empresa certificada ISO 9001:2000, Programa Quality Endorsed Company; Standards used AS/NZS iso 9001:2000 Quality Management systems, Certification n.º QEC 14947.